# Quilmes (partido)
Quilmes (Partido de Quilmes) is een gemeente (partido) in de Argentijnse provincie Buenos Aires. Bij de volkstelling van 2022 had Quilmes 633.391  inwoners. De gemeente is onderdeel van de agglomeratie  Gran Buenos Aires.

## Plaatsen in partido Quilmes
- Bernal
- Don Bosco
- Ezpeleta
- Quilmes
- San Francisco Solano (deels)
- Villa La Florida